# Kherington Payne
Kherington Taylor "KK" Payne, född 26 januari 1990 i Whittier i Kalifornien (men uppvuxen i Placentia i samma delstat), är en amerikansk dansare, skådespelerska, koreograf, TV-personlighet och sångerska. Hon deltog år 2008 i säsong 4 av realitydansserien So You Think You Can Dance, där hon könsmässigt blev den sjätte deltagaren att åka ut. Ett år senare medverkade hon som skådespelerska i nyinspelningen av filmen Fame, där hon spelade rollen som Alice Ellerton. Utöver allt detta har hon även agerat som huvuddansare för Katy Perry, samt under en kortare period varit medlem i tjejmusikgruppen The Pussycat Dolls.

## Filmografi (i urval)
| År   | Titel                 | Roll                              |
| ---- | --------------------- | --------------------------------- |
| 2009 | Fame                  | Alice Ellerton                    |
| 2009 | Glee                  | Kördansare på Jane Addams Academy |
| 2011 | No Strings Attached   | Dansare på studentfest            |
| 2011 | CSI                   | Dansare                           |
| 2012 | True Blood            | Angelica                          |
| 2013 | Vegas                 | Dansare                           |
| 2013 | Mitt liv med Liberace | Showgirl                          |
| 2015 | Just Dance            | Mary                              |
| 2015 | Born to Dance         | Sasha                             |

### Musikvideos
2010: California Gurls - Pepparmintsdansare

## External links
- Kherington Payne på Internet Movie Database (engelska)
- Kherington Payne på Youtube